# Hệ thống sản phẩm-dịch vụ
Hệ thống sản phẩm-dịch vụ (tiếng Anh: Product-service systems, viết tắt là PSS) là mô hình thương mại đưa ra sự phân phối có tính liên kết cả sản phẩm và dịch vụ. Các mô hình PSS đang được biết đến như phương tiện để mở ra khả năng kết hợp tiêu thụ sản phẩm lẫn dịch vụ, với mục đích hướng tới những kết quả mang tính chất hỗ trợ môi trường.

## Mô tả
Hệ thống sản phẩm-dịch vụ, nói nôm na là, một công ty sẽ cung cấp "gói hàng" tổng hợp gồm sản phẩm và dịch vụ, thay vì mục tiêu truyền thống chỉ tập trung vào sản phẩm. "Gói hàng" kiểu mới được van Halen, te Riele, Goedkoop định nghĩa là "một gói các sản phẩm và dịch vụ có thể tiêu thụ được, đồng thời đáp ứng nhu cầu cho tối thiểu một người dùng", khi đó các mô hình PSS có thể được thực hiện thông qua các sản phẩm thông minh.
Sự chuyển dịch ban đầu đến mô hình PSS phần lớn được thúc đẩy bởi nhu cầu của các công ty sản xuất có định hướng truyền thống nhằm đối phó với các tác động của thị trường biến đổi và sự thừa nhận rằng dịch vụ kết hợp với sản phẩm có thể mang lại lợi nhuận cao hơn so với sản phẩm nói riêng. Phải đối mặt với sự thu hẹp thị trường và lượng sản phẩm tiêu thụ tăng, các công ty nhận thấy, cung cấp dịch vụ mở ra một hướng đi mới hướng tới lợi nhuận và tăng trưởng.
Trong khi không phải tất cả các hệ thống sản phẩm-dịch vụ đều đạt kết quả trong việc giảm tiêu thụ nguyên liệu, vật chất, thì các hệ thống này ngày càng được công nhận rộng rãi là một phần quan trọng trong chiến lược môi trường của một công ty. Trong thực tế, nhiều nhà nghiên cứu đã định nghĩa lại PSS nhất thiết phải bao gồm sự cải tiến mang tính cải thiện môi trường. Ví dụ, (Mont) xác định PSS là "một hệ thống các sản phẩm, dịch vụ, các mạng lưới hỗ trợ, và cơ sở hạ tầng được thiết kế để có thể cạnh tranh, đáp ứng nhu cầu của khách hàng và mức ảnh hưởng đến môi trường thấp hơn so với mô hình kinh doanh truyền thống". Mont làm rõ định nghĩa trên như sau: Một PSS là hệ thống tiền-thiết kế các sản phẩm, dịch vụ, hạ tầng hỗ trợ, và các mạng lưới cần thiết, cái gọi là giải pháp phi vật chất hóa đáp ứng sở thích và nhu cầu của người tiêu dùng. Nó cũng đã được xác định là một hệ thống "tự nghiên cứu", một trong số các mục tiêu của nó là không ngừng cải thiện.
Quan điểm này của PSS tương tự những khái niệm khác hay gặp trong các tài liệu quản lý môi trường, như "phi vật chất hóa", "tinh thần hóa" và "dịch vụ."
PSS được vận dụng để tạo ra giá trị cho người tiêu dùng vượt xa khỏi việc giao bán công năng của sản phẩm. Thông thường, có ba cách tiếp cận mô hình PSS:
1. PSS dựa vào công năng: thêm công năng mới nhằm tăng giá trị sản phẩm trong môi trường cạnh tranh.Ví dụ, năm 1992, hãng sản xuất General Motors mở công ty con OnStar để đưa ra dịch vụ khẩn cấp cho khách hàng.Nó tích hợp GPS với hệ thống cảm biến xe cộ dành cho các dịch vụ theo yêu cầu trên nền tảng viễn thông.
2. PSS giá trị gia tăng: các công ty thêm tính năng mới có thể tăng giá trị của một sản phẩm để mở rộng giá trị thực của nó đến khách hàng và người sử dụng.Một số ứng dụng sớm vào hệ thống dịch vụ viễn thông đã được triển khai trong suốt những năm 1990.[9] Ví dụ, Otis Elevator thêm hệ thống Bảo trì Thang máy Từ xa (Remote Elevator Maintenance - REM) vào hệ thống điều hành để có thể giám sát thang máy từ xa giảm thiểu các lỗi phát sinh.GE Healthcare (trước đây là GE Medical Systems) phát triển InSite giám sát thiết bị y tế từ xa giúp giảm chi phí dịch vụ và tăng tiện ích cho người sử dụng.
3. Dịch vụ Evidence-based: các công ty sử dụng phân tích dữ liệu lớn nhằm cung cấp sự tiết kiệm (có thật) và phát triển sâu một hợp đồng dịch vụ cho khách hàng, hướng tới thanh toán một phần của khoản tiết kiệm đó.Ví dụ, Hãng hàng không GE ứng dụng hệ thống hỗ trợ Năng lượng Gió theo Giờ (Power By The Hour On-Wind) để giảm tiêu thụ nhiên liệu của động cơ máy bay và giảm chi phí bảo trì thông qua một Hợp đồng Dịch vụ Dài hạn (Long-Term Service Contract - LTSC).[10]

Có nhiều phương pháp thiết kế PSS. Một trong số đó là Hệ thống Cải tiến Vượt trội (Dominant Innovation System). Nó ứng dụng một Ma trận Cải tiến để xác định khoảng cách từ nỗi lo lắng của khách hàng, mà không cần dựa vào dẫn hướng theo kịch bản cho sẵn. Một hệ sinh thái chuỗi giá trị mới có thể tiếp tục phát triển để liên kết những khoảng cách giữa hai không gian vô hình. Ví dụ, John Deere phát triển kinh doanh Dịch vụ Agric dựa trên những lo lắng của khách hàng về những vấn đề liên quan đến đất nông nghiệp. Nó giúp tích hợp cảm biến với GPS để phát triển trang bản đồ nhận thức về thành phần của đất nhằm mục đích tối ưu hóa năng suất trồng trọt. Ngoài ra, Komatsu Japan đã sử dụng hệ thống bảo trì từ xa (Komtrax) và tiếp tục tích hợp với những phân tích thông minh cho bảo trì chủ động.
Trong những năm gần đây, PSS đã được tích hợp sâu cùng với các phân tích dữ liệu lớn cho cải tiến được gia tốc. Các công nghệ khác như Tiên lượng và Quản lý Sức khỏe, và Hệ thống Vật lý Điều khiển học đã góp phần sâu sắc tạo ra các công nghệ cải thiện dịch vụ cho PSS. Ví dụ, Hệ thống Giao thông vận tải Alstom đã phát triển công nghệ Train Tracer từ năm 2006. Hiện nay, nó đang cung cấp hệ thống Chăm sóc Sức khỏe cho đội xe vận tải của mình. Ngoài ra, Trung tâm Cộng tác Nghiên cứu Ngành/Đại học NSF về Hệ thống Bảo trì Thông minh (Intelligent Maintenance Systems - IMS) đã và đang phát triển các phân tích tiên đoán cho động cơ máy bay, công cụ máy, robot, cũng như tua bin sức gió... để mở rộng hệ thống bảo trì điện tử (e-maintenance) hay bảo trì có điều khiển (cybermaintenance).

### Servicizing
"Servicizing" là một chuyển tác mà thông qua đó giá trị được định đoạt bởi tổng hòa sự kết hợp của sản phẩm và dịch vụ, trong đó, nhu cầu của khách hàng được thỏa mãn, hoặc, bằng việc cung cấp cho họ công năng sản phẩm thay vì chỉ hình thức của nó, hoặc, bằng cách tăng thành phần dịch vụ mà sản phẩm đó chào mời. Ý tưởng dựa trên quan niệm rằng những gì khách hàng mong muốn từ sản phẩm không nhất thiết phải là sở hữu nó, mà thay vào đó là các chức năng hoặc dịch vụ nó có thể cung cấp. Điều đó có nghĩa là các nhà cung cấp "giải pháp servicizing" có thể thu lợi khi cung ứng được một-đơn-vị-dịch-vụ (hoặc công năng sản phẩm), trái với một-đơn-vị-sản-phẩm như cách kinh doanh (có phần) truyền thống (hơn).
Kiểu mẫu
Một trong những mẫu giải pháp servicizing được dựa trên các giao dịch dẫn đến thanh toán - không phải cho "sản phẩm" - mà dành cho "gói sản phẩm - dịch vụ" (một phần của PSS) đã được bán cho khách hàng. Dịch vụ mua sắm kiểu này mở rộng giao dịch mua hàng từ sự bán một-lần (nhận được sản phẩm), thành mối quan hệ dịch vụ lâu dài (chẳng hạn như trong trường hợp một hợp đồng dịch vụ bảo dưỡng miễn phí dài hạn).
Một kiểu servicizing khác có thể là một dạng chiến lược, cung cấp khả năng tiếp cận dịch vụ cho những người không đủ điều kiện mua sản phẩm ngay lập tức. Ví dụ, trong trường hợp một người muốn mua ô tô nhưng chưa đủ mạnh về kinh tế, khi đó việc tạo ra servicizing cung cấp ít nhất ba giải pháp khả thi: một giải pháp, ở đó họ có thể chọn việc vận chuyển cùng một lúc (như car-pooling: dùng để chỉ việc hai hay nhiều người đi chung một phương tiện cùng nhau, có thể là ô tô, xe máy, xe đạp…), một giải pháp khác, trong đó vận chuyển được thực hiện tuần tự (như car-sharing: dịch vụ cho thuê xe theo phút hay giờ); và một giải pháp khác nữa, trong đó việc vận chuyển khả thi ở thời điểm sau cùng (như rent-to-own: là dịch vụ thuê, nhưng chính ra là một cách để mua hay bán cái gì đó theo thời gian, cho người mua một "lựa chọn" để mua tại một số thời điểm trong tương lai)...

## Các kiểu mẫu
Có vô số vấn đề khác nhau trong danh pháp (cách đặt tên) của các luận bàn về PSS, ít nhất không chỉ về vấn đề dịch vụ là sản phẩm, và cần các sản phẩm có tính vật chất để hỗ trợ phân phối, tuy nhiên, nó đã trở thành trọng tâm nghiên cứu trong nhiều năm. Các nghiên cứu tập trung vào PSS như hệ thống bao gồm các yếu tố hữu hình (sản phẩm) và vô hình (dịch vụ/lợi ích) kết hợp lại để đáp ứng nhu cầu cụ thể của từng khách hàng. Các nghiên cứu cho thấy rằng các công ty sản xuất chịu trách nhiệm nhiều hơn cho quá trình định hình nên "thành quả", thay vì hiểu theo nghĩa "sản phẩm" như những tạo tác riêng biệt, và rằng người tiêu dùng cũng chịu nhiều trách nhiệm hơn khi tiêu thụ thành quả ấy. Nghiên cứu này đã xác lập ba tầng bậc của PSS:
- PSS theo hướng sản phẩm: Đây là PSS khi quyền sở hữu sản phẩm hữu hình được chuyển giao cho người tiêu dùng, nhưng các dịch vụ bổ sung, như hợp đồng bảo trì, được cung cấp.
- PSS theo hướng lợi ích: Đây là PSS khi quyền sở hữu sản phẩm hữu hình được giữ lại bởi bên cung cấp dịch vụ, bên này bán các chức năng của sản phẩm thông qua các hệ thống phân phối và thanh toán đã được sửa đổi, như chia sẻ, dùng chung, cho thuê...
- PSS theo hướng thành quả: Đây là PSS nơi sản phẩm được thay thế bởi các dịch vụ, chẳng hạn như, thư thoại (voicemail) thay thế cho máy trả lời tự động (answering machines).

Van Ostaeyen et al chỉ trích hình mẫu kiểu này vì nó không nắm bắt được sự phức tạp của các ví dụ về PSS trong thực tiễn. Họ đề xuất một lựa chọn phân loại các kiểu PSS theo hai đặc điểm phân biệt: định hướng hoạt động của cơ chế doanh thu chi phối và mức độ tích hợp giữa các yếu tố sản phẩm và dịch vụ. Theo sự phân biệt đầu tiên, một PSS có thể được định rõ là nền tảng đầu vào (input-based - IB), nền tảng khả dụng (availability-based - AB), nền tảng thông dụng (usage-based - UB) hoặc nền tảng hiệu suất (performance-based - PB). Kiểu mẫu dựa trên nền tảng hiệu suất có thể được chia tiếp thành ba loại phụ:
- PSS theo hướng giải pháp (PB-SO): ví dụ thay vì bán lò sưởi, hãy bán khả năng triển vọng giúp chuyển hóa nhiệt.
- PSS theo hướng hiệu quả (PB-EO): ví dụ thay vì bán lò sưởi, hãy bán mức nhiệt độ hứa hẹn cho tòa nhà.
- PSS theo hướng hoàn thiện nhu cầu (PB-DO): ví dụ thay vì bán lò sưởi, hãy bán sự thoải mái bởi mức nhiệt độ lý tưởng cho những người sống trong tòa nhà.

Theo sự phân biệt thứ hai, một PSS có thể được phân định là tách biệt, bán tổ hợp, và tổ hợp, tùy thuộc vào phạm vi mà các yếu tố sản phẩm và dịch vụ (ví dụ như dịch vụ bảo trì, phụ tùng thay thế) được kết hợp thành một khả năng duy nhất.

## Ví dụ
Những ví dụ sau đây có thể minh họa cho khái niệm PSS:
- Mô hình Pay-per-copy của Xerox dành cho thiết bị văn phòng.
- Gói dịch vụ Power-by-the-hour của Rolls-Royce cho động cơ máy bay, nhờ đó các dịch vụ bảo trì, sửa chữa và đại tu được tính phí theo mỗi giờ bay.
- Dịch vụ Contract Air của Atlas Copco, theo đó mỗi m³ khí nén khách hàng nhận được cũng tương ứng với một máy nén khí được bán ra.
- Dịch vụ Pay-per-lux của Philips dành cho thiết bị chiếu sáng, qua đó mà khách hàng trả tiền cho khả năng chiếu sáng lý tưởng của công trình.
- Giải pháp quản lý đội xe của Michelin mà lốp xe tải được bán tính trên mỗi cây số chạy xe.

## Nghiên cứu tình huống
Trong khuôn khổ chương trình nghiên cứu Châu Âu của TURAS (Transitioning towards Urban Resilience And Sustainability, tạm dịch: Chuyển hướng đến khả năng phục hồi và tính bền vững của đô thị), một nghiên cứu ở Bỉ đã khám phá các kết hợp-lai ghép mới giữa hệ thống sản phẩm và dịch vụ nhằm phát triển các cơ hội kinh doanh sáng tạo và bền vững mới (cả về khả năng kinh tế và tạo ra công ăn việc làm) cho vùng Thủ phủ Brussels. Năm cuộc hội thảo đã được tổ chức theo các chủ đề sau:
1. dịch vụ cộng đồng hợp tác
2. nguồn thực phẩm bền vững cho đô thị
3. sự tối ưu của không gian đô thị
4. hậu cần-sinh thái đô thị
5. hình mẫu các công trình công cộng

Sau 5 cuộc hội thảo đồng tổ chức, với hơn 50 bên liên quan khác nhau, và sử dụng các công cụ cụ thể, 17 ý tưởng truyền cảm hứng và đầy hứa hẹn của PSS đã được xác định. Sau một quá trình tuyển lọc 4 ý đã được lựa chọn để phát triển sâu hơn mô hình kinh doanh thông qua một loạt các công cụ (gỡ lỗi, thí nghiệm nhẹ, mô phỏng...). Nghiên cứu đã dẫn đến việc phát triển một bộ công cụ thực hành (tải về miễn phí): Bộ công cụ PSS - Phát triển các mô hình kinh doanh sáng tạo cho các hệ thống sản phẩm-dịch vụ trong một bối cảnh chuyển đổi bền vững đô thị.

## Ảnh hưởng
Một số tác giả khẳng định rằng các hệ thống sản phẩm dịch vụ sẽ cải tạo hiệu quả-sinh thái bởi "yếu tố 4", nghĩa là cải thiện gấp 4 lần hoặc nhiều hơn, bằng cách đưa ra những cách thức mới và cơ bản để biến đổi cái gọi là "sản phẩm-dịch vụ kết hợp" đáp ứng được nhu cầu của người tiêu dùng đồng thời cải thiện các ảnh hưởng đối với môi trường.
van Halen et al. cho rằng những kiến thức của PSS cho phép cả các chính phủ xây dựng chính sách liên quan đến sản xuất bền vững, các mô hình tiêu thụ, và cả các công ty để dẫn hướng khám phá cho sự tăng trưởng, cải thiện, đa dạng hóa, và đổi mới kinh doanh.
Tietze và Hansen thảo luận về tác động của PSS đối với hành vi đổi mới của công ty xác định ba yếu tố quyết định. Thứ nhất, quyền sở hữu sản phẩm không được chuyển giao cho khách hàng, nhưng vẫn được giữ nguyên trong trường hợp công ty điều hành PSS. Thứ hai, mục đích của một sản phẩm được sử dụng trong các giải pháp PSS sẽ khác so với mục đích của sản phẩm trong các mô hình kinh doanh dựa trên giao dịch cổ điển. Khi cung cấp PSS, các sản phẩm được sử dụng như một phương tiện để cung cấp dịch vụ. Thứ ba, chức năng lợi nhuận của các công ty điều hành PSS khác biệt cơ bản so với chức năng lợi nhuận của các công ty chỉ phát triển, sản xuất và bán riêng sản phẩm.
Từ quan điểm của một nhà sản xuất, tiềm năng kinh doanh của PSS được xác định bởi sự tương tác của bốn cơ chế: giảm chi phí, tăng giá trị khách hàng, thay đổi môi trường cạnh tranh của công ty và mở rộng cơ sở khách hàng.